# Luçay-le-Mâle
Luçay-le-Mâle là một xã ở tỉnh Indre khu vực trung bộ Pháp. Xã này có diện tích 68,08 km², dân số thời điểm năm 1999 là 1706 người. Khu vực này có độ cao trung bình 125 mét trên mực nước biển.